# Lucyna Langer
Lucyna Langer nacida Lucyna Kałek (Polonia, 9 de enero de 1956) es una atleta polaca retirada, especializada en la prueba de 100 m vallas en la que llegó a ser medallista de bronce olímpica en 1980.

## Carrera deportiva
En los JJ. OO. de Moscú 1980 ganó la medalla de bronce en los 100 metros vallas, con un tiempo de 12.65 segundos, llegando a meta tras la soviética Vera Komisova que batió el récord olímpico con 12.56 s, y la alemana Johanna Schaller-Klier (plata con 12.63 segundos).